# Populismo di sinistra

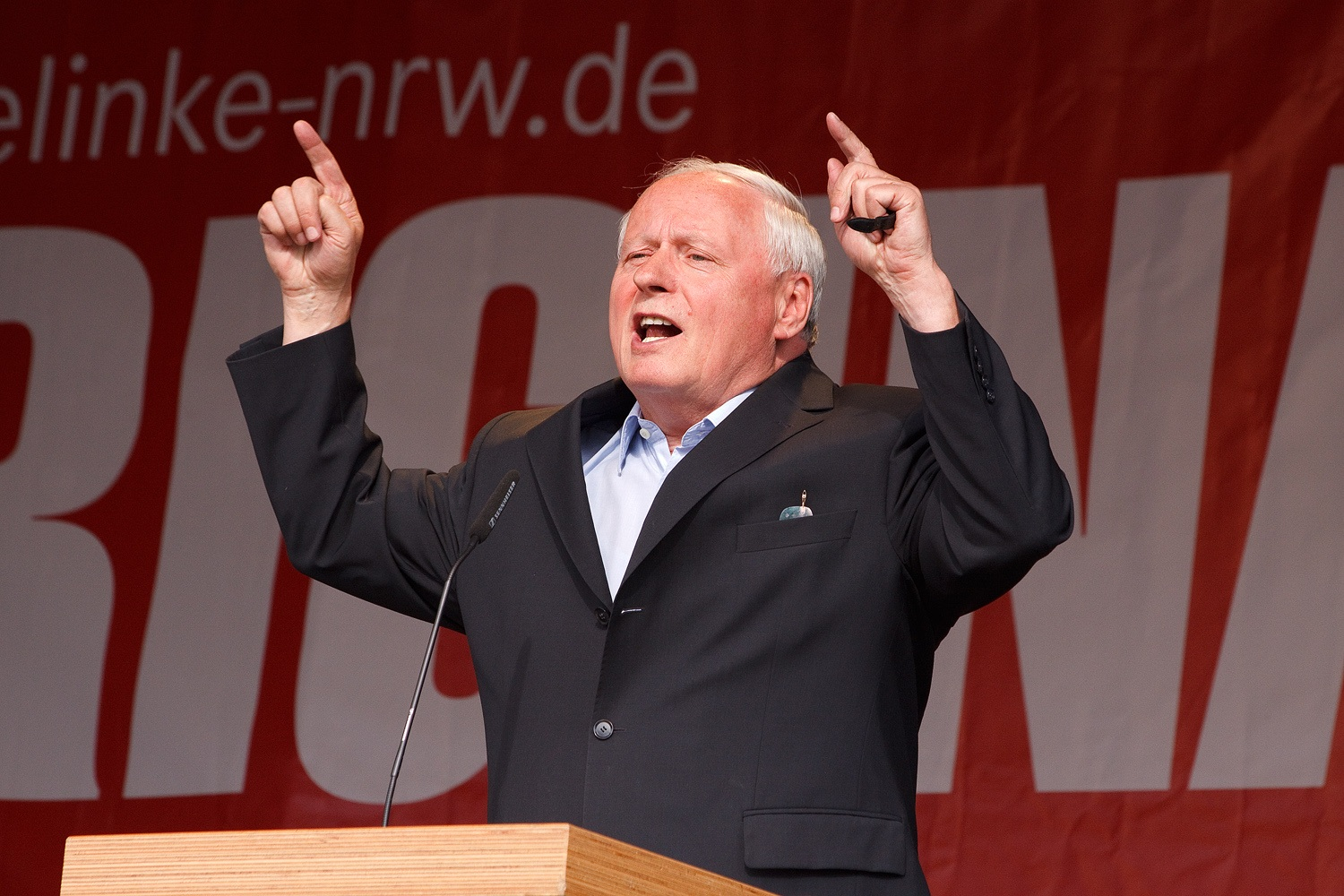
Il politico tedesco Oskar Lafontaine a un comizio di Die Linke.

Il populismo di sinistra è un'ideologia politica che combina populismo - atteggiamento e prassi politica che mira a rappresentare il popolo e le grandi masse esaltandone valori, desideri, frustrazioni e sentimenti collettivi o popolari - con un posizionamento sulla sinistra dello scacchiere politico.

## Caratterizzazione
Mescola anti-elitismo, opposizione al sistema e una retorica rivolta alle persone comuni. Tematiche ricorrenti per il populismo di sinistra sono l'anticapitalismo, la giustizia sociale, il pacifismo e l'antiglobalizzazione, senza rimarcare il tema del socialismo e delle classi sociali in maniera netta come i partiti della sinistra tradizionale.
La prima forma di populismo di sinistra nella storia è rinvenibile nel giacobinismo durante la rivoluzione francese.